# Columbia Mountains (Antarktika)
Die Columbia Mountains sind eine imposante Gruppe größtenteils eisfreier Felsengipfel, Gebirgskämme und Nunatakker des Palmerlands im Süden der Antarktischen Halbinsel. Sie liegen 32 km südöstlich der Eternity Range nahe dem Ostrand des Dyer-Plateaus.
Der United States Geological Survey kartierte das Gebirge im Jahr 1974. Das Advisory Committee on Antarctic Names benannte es 1976 nach der Columbia University in New York City, deren Geologen in den 1960er und 1970er Jahren das Gebiet um den Inselbogen Scotia Ridge in der Scotiasee untersuchten.